# 麦克·喀麦隆
麥可·泰倫斯·喀麥隆（Michael Terrance Cameron，1973年1月8日—）出生於美國佐治亞州拉格蘭奇，是美國職棒大聯盟波士頓紅襪的外野手。
喀麥隆以他的守備出名，曾三次獲得外野金手套獎。他在打擊方面也有不錯的表現，2002年時曾單場擊出四支全壘打，追平大聯盟的紀錄。他還曾因為興奮劑檢測呈陽性而兩次被大聯盟禁賽。

## 職業生涯

### 大聯盟生涯早期
高中畢業後，喀麥隆在1991年大聯盟選秀大會上被芝加哥白襪選中。在小聯盟時期他曾被一個飛球擊中眼窩，險些造成失明。
1995年8月27日，喀麥隆首次在大聯盟亮相。1997年他成為白襪隊的先發中外野手。1998年他被送到辛辛那提紅人，交換保羅·柯內科。

### 西雅圖水手
2000年賽季開始前和另外三名球員一起被送到西雅圖水手，交換肯·小葛瑞菲。
在水手隊期間喀麥隆取得了一定的成績，他在2001年首次入選全明星賽，並在2001年和2003年兩次獲得美聯外野金手套獎。2002年5月2日，喀麥隆單場擊出4支全壘打，追平大聯盟紀錄，他是大聯盟歷史上15位達到此成績的球員之一。當場比賽在他的第五個打席中，他把球擊到了警戒區，差一點就完成單場擊出五支全壘打的壯舉。
2003年賽季結束後，喀麥隆並未選擇和球隊續約。儘管如此，他還是受到很多西雅圖球迷的喜愛。2006年5月，喀麥隆首次回到西雅圖比賽，他受到全體觀眾熱烈的掌聲。

### 紐約大都會

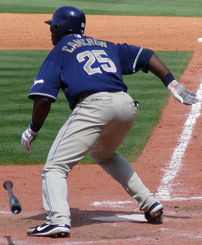
在聖地牙哥教士效力期間的喀麥隆

2004年喀麥隆和紐約大都會簽訂了三年總價值1950萬美元的合約。在大都會隊期間，由於有卡洛斯·貝爾川這位明星級中外野手的存在，喀麥隆多數守的是右外野的位置。2005年8月11日在大都會客場對聖地牙哥教士的比賽中，喀麥隆和貝爾川在同接一個飛球時相撞，造成喀麥隆腦震盪，顴骨和鼻子多處骨折，並被擔架抬出場。貝爾川同樣也遭受腦震盪，但還能夠走出賽場。

### 聖地牙哥教士
2005年11月15日，喀麥隆被送到聖地牙哥教士，交換賽維爾·奈迪。2006年喀麥隆第三次獲得外野金手套獎。

### 密爾瓦基釀酒人
2008年1月14日，喀麥隆和密爾瓦基釀酒人簽訂一年的合同。賽季結束後球隊執行了選擇權。
2009年5月24日，喀麥隆在對明尼蘇達雙城的比賽中擊出生涯第250支全壘打，成為大聯盟第20位完成250轟－250盜的球員。

### 波士頓紅襪
2009年12月16日，波士頓紅襪和喀麥隆簽訂為期兩年的合約。

## 興奮劑問題
在教士隊期間，喀麥隆兩次在興奮劑檢測中呈陽性，也因此兩度被大聯盟禁賽。他是繼內菲·佩雷斯之後，大聯盟歷史上第二位兩次因為服用興奮劑而被大聯盟禁賽的球員。
喀麥隆聲明他是因為在2005年和卡洛斯·貝爾川的那次碰撞後一直受到腦震盪後綜合征的影響，他的用藥中含有違禁成份。他還去神經科醫生那裡做了檢查，確定他確實有腦震盪後綜合征。2008年3月13日，大聯盟允許喀麥隆在2008年使用少量的苯丙胺來治療他的問題。

## 私人生活
喀麥隆和他的妻子賈佈雷卡擁有一個女兒和兩個兒子。
2001年時喀麥隆創建了一個名叫Cam4Kids（Cameron for kids，喀麥隆為兒童）的基金會，為市中心平民區的兒童提供獎學金幫助。
喀麥隆還曾出過一本名叫「It Takes a Team: Mike Cameron」的書，描寫他眼中團隊的重要性以及他的人生，在2002年由蘭登書屋出版。

## 外部連結
- 球員資訊和成績在MLB，ESPN，Baseball-Reference，Fangraphs，The Baseball Cube（英文）
- Baseball Library網站上喀麥隆的頁面 （页面存档备份，存于）

| 體育角色         | 體育角色                             | 體育角色         |
| ---------------- | ------------------------------------ | ---------------- |
| 前任： 馬克·懷頓 | 單場擊出4支全壘打的打者 2002年5月2日 | 繼任： 尚恩·格林 |